# 冠针壳炱
冠针壳炱（学名：Irenopsis coronata）是属于小煤炱目小煤炱科针壳炱属的一种真菌，寄生在猴欢喜属植物上。该种分布于中国、巴拉圭、阿根廷。